# Cassidinidea monodi
Cassidinidea monodi är en kräftdjursart som först beskrevs av Alberto Carvacho 1977.  Cassidinidea monodi ingår i släktet Cassidinidea och familjen klotkräftor.
Artens utbredningsområde är Guadeloupe. Inga underarter finns listade i Catalogue of Life.